# 이정환 (성악가)
이정환(李正桓, James Lee, 1979년 ~ )은 대한민국의 테너 성악가이다. 이탈리아 오페라의 극적인 역할로 유명하며, 유럽을 중심으로 한 국제 무대와 한국을 오가며 활동하고 있다.

## 경력
이정환은 영남대학교와 독일 뒤셀도르프 로베르트 슈만대학교에서 성악을 전공한 뒤, 2008년부터 2010년까지 대한민국에서 활동을 시작했다. 이 시기 박쥐의 알프레드와 아이젠슈타인, 사랑의 묘약의 네모리노, 투란도트의 퐁 역을 맡았으며, 한국 창작 오페라인 우종억의 메밀꽃 필무렵에서 동이, 박창민의 왕산 허위에서 타이틀역, 임준희의 천생연분에서 몽완 역으로 출연했다.
그는 2011년 루마니아 부쿠레슈티 국립 오페라를 통해 유럽 무대에 데뷔하며 국제적인 경력을 쌓기 시작했다. 2013년부터 유럽과 아시아를 아우르는 주요 테너로 자리 잡았으며, 2013/14 시즌에는 독일 프라이부르크 극장에서 시칠리아의 저녁기도의 아리고, 오스트리아 그라츠 오페라에서 투란도트의 칼라프, 상트 마르가레텐 오페라 페스티벌에서 아이다의 라다메스 역으로 데뷔했다. 이후 카르멘의 돈 호세, 일 트로바토레의 만리코, 가면 무도회의 리카르도 등 다양한 레퍼토리로 프라이부르크 극장과 자를란트 주립극장(2014/15)에서 활동했다. 2015/16 시즌에는 이집트 카이로 오페라 하우스와 2019년 룩소르 페스티벌에서 아이다의 라다메스, 폴란드 우치 대극장에서 투란도트의 칼라프를 선보였다.
그의 활동은 조지아 트빌리시 오페라(2016/17), 체코 프라하 국립극장(2017/18), 독일 도르트문트 오페라극장(2018/19)에서 투란도트와 아이다를 중심으로 이어졌다. 그는 삼손과 데릴라의 삼손(2018/19), 나비부인의 핑커튼(2019/20), 이탈리아 산 카를로 극장과 도르트문트 극장의 토스카 마리오 카바라도시로 레퍼토리를 확장했다.
최근에는 덴마크 Opera Hedeland와 독일 하겐극장에서 서부의 아가씨의 딕 존슨(2023/24), 국립 오페라에서 죽음의 도시의 파울(2023/24)을 공연하며 독일 레퍼토리로 영역을 넓혔다. 2023/24 시즌에는 이탈리아어 5막 버전의 돈 카를로 타이틀역으로 라트비아 리가 국립 오페라에서 데뷔했으며, 아이다의 라다메스와 투란도트의 칼라프도 공연했다. 2024년 가을에는 북마케도니아 스코페 국립극장에서 투란도트 의 칼라프, 독일 아우어바흐에서 베토벤 교향곡 9번을 공연했고, 최근 2025년 3월 독일 막데부르크 오페라극장에서 칼라프역으로 투란도트를 성공적으로 공연했다. 2025년 3월 12일 기준 예정 공연으로는 스코페에서 아이다 라다메스, 스웨덴 Opera på Skäret에서 2025년 여름 페스티벌 투란도트 칼라프, 독일 Oratorienchor Würzburg과 함께하는 베르디 레퀴엠이 있다.
국내에서는 대구오페라하우스와 예술의전당에서 투란도트 칼라프 역으로 2024년에는 예술의 전당에서 국립오페라의 죽음의 도시중 파울역으로 관객을 만났다.

## 수상
- 2012년: 발렌틴 테오도리안 국제 성악콩쿠르 우승 (루마니아 부쿠레슈티)
- 2013년: 린츠 국제성악콩쿠르 Competizione dell'Opera 우승 및 특별상 (오스트리아)[5]

## 예술성과 평가
이정환은 서정적인 음색과 강렬한 고음으로 주목받으며, 특히 투란도트의 “네순 도르마”로 관객과 평단의 찬사를 받고 있다. 주요 공연에서의 평가를 통해 그의 예술성을 엿볼 수 있다:
- 서부의 아가씨, Opera Hedeland, 2024: 딕 존슨 역에서 권위와 다재다능함을 보여주며 극적인 강렬함과 벨칸토를 완벽히 소화했다는 평을 받았다.[6]
- 토스카, 도르트문트 극장, 2022: 카바라도시 역에서 풍부한 음색과 감정 깊이로 호평받았으며, “E lucevan le stelle”로 큰 감동을 선사했다.[7]